# Due sulla strada (romanzo)
Due sulla strada (The Van) è un romanzo di Roddy Doyle del 1991, l'ultimo della trilogia The Barrytown Trilogy. Il romanzo è stato selezionato tra i finalisti del Booker Prize
La storia comincia con Jimmy Rabbitte Sr. licenziato dal lavoro e senza soldi. Il suo amico, Brendan "Bimbo" Reeves, viene anch'esso licenziato e riceve un assegno di disoccupazione. Con tali soldi, i due decidono di comprare un furgoncino da cui vendere fish and chips. L'amicizia tra i due viene messa alla prova perché Jimmy comincia a credere che Bimbo e sua moglie Maggie pianificano il lavoro alle sue spalle.

## Film
Nel 1996 Stephen Frears ha diretto il film omonimo con Colm Meaney.

## Edizioni
- Roddy Doyle, Due sulla strada, Guanda, 1996,  p. 294, ISBN 88-7746-858-0.